# Kerry Orent
Kerry Orent é um produtor cinematográfico norte-americano. Como reconhecimento, foi nomeado ao Oscar 2008 na categoria de Melhor Filme por Michael Clayton.